# Matthias Sindelar
Matthias Sindelar (Kozlov, 10 febbraio 1903 – Vienna, 23 gennaio 1939) è stato un calciatore austriaco, di ruolo centrocampista o attaccante.
Tra i massimi esponenti prodotti dal «calcio danubiano», prototipo classico della «scuola calcistica viennese», è ritenuto il miglior calciatore austriaco della storia e uno dei migliori calciatori a livello mondiale negli anni trenta. Pioniere del «falso nove», dopo aver giocato con l'Hertha Vienna, diviene una bandiera dell'Austria Vienna, con cui vinse il campionato austriaco 1926, cinque coppe nazionali (1925, 1926, 1933, 1935 e 1936) e due Coppe dell'Europa Centrale (1933 e 1936). Con l'Austria è il vertice del Wunderteam, una delle nazionali più forti dell'epoca, della quale è stato anche capitano e con la quale ha vinto la Coppa Internazionale 1931-1932 e preso parte al Mondiale 1934. In seguito all'Anschluss e al suo rifiuto di giocare per la Germania nazista, è stato trovato morto assieme alla compagna nella sua casa a soli 35 anni, in circostanze che ancora oggi alimentano speculazioni.
Nel 1999 l'IFFHS lo ha eletto come miglior giocatore austriaco del XX secolo e l'anno seguente è stato eletto «sportivo austriaco del secolo». Occupa inoltre la 22ª posizione nella classifica dei migliori calciatori del XX secolo sempre stilata dall'IFFHS.

## Biografia

### Infanzia
Matthias Sindelar nasce come Matěj Šindelář il 10 febbraio 1903 a Kozlov (Kozlau in tedesco), un piccolo paese della Moravia austriaca oggi situato nella Repubblica Ceca, che a quei tempi faceva parte dell'Impero austro-ungarico, figlio di Jan Šindelář, fabbro di professione, e di sua moglie Marie Švengrová. La famiglia, di umili origini operaie, è molto povera e quando Matthias ha 3 anni, decide di trasferirsi a Vienna in cerca di lavoro per migliorare le proprie condizioni di vita. A differenza di quanto creduto erroneamente, la famiglia di Sindelar non è di origine ebraica, ma cattolica.
Nel 1905 i Sindelar si stabiliscono nel quartiere proletario di Favoriten, all'epoca popolato da molti immigrati boemi e ungheresi arrivati a Vienna in cerca di lavoro e Sindelar cresce a pochi passi dalla casa di Josef Bican.
Il piccolo Matthias comincia ben presto a tirare calci a pallone, distinguendosi tra i coetanei per l'abilità nel dribbling: a quei tempi, tra l'altro, il gioco del calcio rappresentava per i ragazzi della classe operaia non solo un divertimento, ma anche una delle poche opportunità di avanzamento sociale. Nel 1917 suo padre Jan muore sul fronte nella battaglia dell'Isonzo. Il giovane Matthias deve perciò aiutare la madre, lavandaia, al mantenimento della famiglia (aveva tre sorelle) e, dopo aver completato gli studi, trova un impiego in una officina meccanica, come apprendista fabbro e in negozio di articoli sportivi, continuando a giocare a calcio nel tempo libero. A causa delle condizioni familiari, non riesce a sviluppare un buon fisico; inoltre gioca per strada a piedi nudi, per non rovinare l'unico paio di scarpe che possiede.
Sepolto a Vienna, dove gli è dedicato un museo, nel febbraio 1939, a poco più di un mese dal decesso, è inaugurato un busto in suo onore nel quartiere Favoriten.

### Nella cultura di massa
Nel 1938 appare nel musical sportivo cinematografico Roxy und das Wunderteam, nel ruolo di sé stesso.
Lo scrittore austriaco Friedrich Torberg dedicò a Sindelar la poesia Auf den Tod eines Fußballers ("Sulla morte di un calciatore"), in cui Torberg affermava che Sindelar si era suicidato in seguito all'Anschluss, l'annessione dell'Austria alla Germania nazista del 1938. Nel febbraio 2007 è stato pubblicato un romanzo biografico, La partita dell'addio. Matthias Sindelar, il campione che non si piegò a Hitler, dedicato al grande calciatore austriaco a opera dell'ex calciatore di Serie A, Nello Governato.

## Caratteristiche tecniche
(Vittorio Pozzo, La Stampa, 26 gennaio 1939.)
Fuoriclasse tecnicamente superlativo e tatticamente intelligente, Sindelar era un ottimo dribblatore – le finte veloci e ingannevoli erano il suo marchio di fabbrica – dal fisico slanciato e molto magro: ciò gli valse il soprannome di Carta velina (Der Papierene) nelle giovanili dell'Hertha Vienna. Spesso definito come un «artista del pallone», era «inarrestabile» palla al piede, dotato di agilità e notevole rapidità negli anni migliori, poi sbiadita col passare degli anni, e di un tiro potente e preciso.
Erede calcistico di Josef Uridil, era un centravanti atipico, poiché soffriva gli scontri fisici, che disdegnava agendo sia da regista sia da rifinitore: preferiva scendere a centrocampo a iniziare la manovra con una serie di passaggi corti e veloci tesi a irridere l'avversario che davano fluidità alla manovra, consentendo alle mezzali d'inserirsi negli spazi, per poi andare a finalizzare l'azione, quando non ricamava l'ultimo assist. Questo suo stile di gioco, volto a evitare il gioco fisico, è stato criticato per diverso tempo e mise le basi per dare vita sia alla «scuola viennese» sia a un nuovo metodo di calcio che prevedeva quello del centrattacco come un ruolo mobile, preludio al «falso nueve». Per l'eleganza delle movenze, il controllo di palla, le abilità e la fantasia nel dribbling, spesso elogiate, il suo commissario tecnico Hugo Meisl gli diede il soprannome di «Mozart del calcio».

## Carriera

### Club
Nel 1918, dopo aver giocato per le strade del suo quartiere, il suo talento è notato da Karl Weimann, insegnante, ragion per cui entrò ben presto nelle giovanili della squadra del suo quartiere, l'Hertha Vienna, piccola squadra di Favoriten il cui stadio era ubicato nei pressi della via nella quale abitava. Proprio in tal contesto sorprende tutti per lo straordinario bagaglio tecnico in suo possesso nonostante il fisico deficitario, che gli fa guadagnare il soprannome di Carta velina. Nel 1921 compie il suo debutto ufficiale in prima squadra e nei primi mesi del 1923 rientra stabilmente fra i titolari. Nello stesso anno, cadendo in bagno, si infortuna gravemente al menisco del ginocchio destro (all'epoca trauma non facilmente curabile) e rischia seriamente di doversi ritirare prematuramente dal calcio giocato: viene operato con successo da un famoso medico viennese, il dottor Hans Spitzy, e riesce così a tornare a calcare i campi da gioco in meno di un anno.
La paura di potersi rifare male o che il ginocchio potesse nuovamente cedere lo accompagnerà però per tutto il resto della sua carriera: da questo momento in poi, infatti, egli indosserà sempre una fasciatura elastica sul ginocchio infortunato. Nello stesso anno, il 1924, a causa della difficile situazione finanziaria della squadra, l'Hertha fu costretta a cedere i suoi migliori giocatori. Sindelar aveva perfino valutato l'opportunità di lasciare Vienna e andare a giocare in Italia a Trieste: alla fine scelse di rimanere in patria e nel settembre 1924 venne ceduto all'Amateure di Vienna (che nel novembre 1926 cambierà denominazione in quella attuale di Austria Vienna) che aveva appena vinto il titolo nazionale.
L'attaccante si afferma lentamente, divenendo col tempo uno degli idoli della tifoseria Viola, il calciatore più forte e il punto di riferimento dell'Austria Vienna; in particolare, secondo quanto affermato dalla stampa sportiva dell'epoca, non era tuttavia sostenuto dalla presenza di compagni di squadra altrettanto bravi attorno a sé, che non permisero all'Austria Vienna di vincere molti titoli e, nonostante l'età, nella partita finale di carriera era comunque rimasto su livelli di gioco elevati, segnale di un ottimo ritorno di forma. Grazie alla presenza di altri celebri giocatori austriaci e ungheresi dell'epoca (Alfréd Schaffer, Gustav Wieser – 3 volte capocannoniere del campionato austriaco dal 1924 al 1926 – e Viktor Hierländer) l'Austria Vienna divenne una tra le più forti compagini europee dell'epoca, caratterizzata da una forte fisionomia individualista che veniva soppressa qualora la squadra necessitasse di elevarsi a collettivo al fine di vincere le partite.
Negli anni trenta la sua fama è pari solo a quella di Giuseppe Meazza in Italia e di György Sárosi in Ungheria: i tre erano considerati, infatti, i migliori calciatori dell'epoca. Diviene famoso anche nei territori d'oltreoceano e, al pari di Meazza, Sindelar fu anche uno dei primi sportivi a ricevere compensi per reclamizzare diversi prodotti e ad avere, quindi, degli sponsor personali.
Si fa notare per le prestazioni in Coppa dell'Europa Centrale 1933 contro le formazioni italiane: è il protagonista assoluto dell'andata di semifinale contro Juventus vinta 3-0, dove realizza una doppietta e gioca una grande partita, a differenza dell'incontro di ritorno, sfida nella quale è descritto da Vittorio Pozzo in un articolo per La Stampa come un simulatore. Nella finale d'andata contro l'Ambrosiana Inter di Meazza, Sindelar prova a segnare calciando da ogni posizione, riuscendo a mettere a referto l'assist del 2-1 firmato da Viktor Spechtl nel finale di partita, ma globalmente giocando una partita tutto sommato ben al di sotto delle aspettative. Nella partita di ritorno, a Vienna, l'Austria scende in campo guidata da Sindelar, capitano per l'occasione, e che si erge assoluto protagonista mettendo a segno una tripletta che permette alla squadra di vincere 3-1 e conquistare il suo primo titolo internazionale.
Nel 1935 ritrova l'Ambrosiana Inter in Coppa dell'Europa Centrale: l'andata finisce 5-2 per i viennesi, con Sindelar nuovamente decisivo: dà inizio all'azione del vantaggio per i Viola, poi realizza il 2-0 dopo aver disorientato la difesa con una delle sue classiche finte di passaggio e infine recapita a Camillo Jerusalem il pallone per il 5-2 finale. L'Austria Vienna è vittoriosa anche al ritorno (3-1) e passa il turno, dove è opposta allo Slavia Praga: dopo l'1-0 patito a Praga, gli austriaci rimontano fino all'1-2, in un'altra partita dove Sindelar si fa notare, pur non rendendosi decisivo. Nella terza partita, lo spareggio per decidere quale delle due formazioni dovesse passare al turno successivo, l'Austria Vienna vince con il sorprendente punteggio di 5-2: in una partita in cui è particolarmente ingabbiato dalla marcatura asfissiante dei difensori cecoslovacchi, contribuisce ugualmente al successo dei suoi partecipando attivamente a tre delle reti marcate, segnando il 2-0 e fornendo l'assist a Josef Stroh per il 5-1 parziale. In un incontro particolarmente sofferto e dal quale l'Austria Vienna esce con diversi infortunati, Sindelar resta incolume. La successiva sfida, contro il Ferencváros, in semifinale, vede gli austriaci favoriti ma, contro ogni pronostico, l'Austria Vienna perde il doppio confronto complessivamente per sei reti a cinque.
Segue una stagione in flessione negativa, prima che Sindelar ritrovi la forma e a giocare il suo miglior calcio, nel 1936. In quest'annata, torna a giocare la Coppa dell'Europa Centrale, affrontando il Bologna: Sindelar realizza l'assist della seconda rete e sigla il terzo gol nella gara di ritorno, vinta 4-0. In semifinale, è nuovamente protagonista nella sfida di ritorno contro l'Újpest, vinta 5-2: sigla la rete del 2-2 e fornisce l'assist del 3-2. Nei primi di settembre si gioca la finale contro lo Sparta, che resiste all'assedio austriaco dell'andata grazie alle parate di Klenovec e cede di misura al ritorno giocato a Praga, deciso da una giocata di Sindelar che manda a segno Jerusalem. Sindelar vince la sua seconda Coppa dell'Europa Centrale.
Nel 1937, l'Austria Vienna gioca nuovamente in Coppa dell'Europa Centrale, affrontando nuovamente il Bologna agli ottavi di finale e vincendo il doppio confronto per 7-2. Praticamente la sua carriera da calciatore termina nello stesso anno. In seguito all'annessione dell'Austria alla Germania nazista, il campionato austriaco diviene dilettantistico. Di conseguenza, le società sportive ebraiche sono dichiarate illegali, i tesserati e i dirigenti ebrei o ritenuti tali sono licenziati: tra questi vi è anche il presidente dell'Austria Vienna, Michl Schwarz. I nazisti impongono agli altri tesserati dell'Austria Vienna di non rivolgere la parola agli ebrei, nonostante ciò, Sindelar è di altro parere:
(Sindelar a Michael Schwarz, presidente dell'Austria Vienna rimosso dall'incarico in quanto ebreo)
Dopo la celebre «partita della riunificazione», Sindelar decide di non andarsene e resta a Vienna, divenendo proprietario di un bar nel quartiere Favoriten. Preleva il cafè da Leopold Drill, un suo conoscente ebreo, dopo che i nazisti gli avevano devastato il locale sfruttando l'«arianizzazione» del bar (Drill muore nel campo di concentramento di Theresienstadt) e decidendo di dedicarsi a tempo pieno alla sua nuova attività, smettendo di andare agli allenamenti della squadra, ma restando nel club e giocando anche nel ruolo di ala sulla fascia destra. Partecipa infatti a 17 match successivi alla partita con la Germania nazista (6 nella stagione 1937-1938 e 11 nella stagione 1938-1939). Il 26 dicembre del 1938 gioca quella che sarà la sua ultima partita di calcio, a Berlino, contro l'Hertha (2-2), segnando anche un gol.
Con l'Austria Vienna ha vinto il campionato austriaco nella stagione 1925-1926, cinque volte la coppa d'Austria (1925, 1926, 1933, 1935 e 1936) e due Coppe dell'Europa Centrale, restando per tutta la carriera a Vienna nonostante nel corso degli anni avesse ricevuto numerose offerte per andare a giocare all'estero: neppure l'Arsenal, che gli aveva offerto la cifra – considerevole per l'epoca – di 40.000 sterline dopo averlo visto giocare nella famosa amichevole di Londra tra le due nazionali, riuscì a convincerlo a trasferirsi in Inghilterra.

### Nazionale
Convocato dal CT Hugo Meisl, esordisce con la maglia della nazionale austriaca il 28 settembre 1926, in occasione del match amichevole disputata a Praga contro la Cecoslovacchia, sfida vinta 2-1 nella quale firma una rete. Nella partita seguente, il 10 ottobre, contribuisce alla roboante vittoria casalinga sulla Svizzera per 7-1 siglando la sua prima doppietta. Continua a giocare con l'Austria fino al 1929, quando in seguito a un match amichevole disputato su un campo completamente innevato contro una selezione della Germania del Sud e persa dall'Austria per 5-0, è escluso dal giro della nazionale: il giocatore, infatti, è autore di una pessima prestazione e durante l'incontro perde moltissimi palloni preferendo, come suo solito, giocare tecnicamente con passaggi corti, veloci e sbeffeggianti – in particolare, all'epoca del Wunderteam, questo tipo di gioco è noto col termine tedesco «Scheiberlspiel» – invece di usare un metodo di gioco più consono alle condizioni del campo. Quando il commissario tecnico Meisl, allievo del gioco fisico del calcio inglese, ne critica la prestazione, Sindelar risponde a sua volta che invece occorreva che lo «Scheiberlspiel» venisse usato più spesso, il che gli costa il posto nella selezione austriaca.
Il centrattacco è stroncato dalla stampa nazionale, e il CT Meisl, fautore del Wunderteam in cui poi proprio Sindelar diverrà la stella indiscussa, lo tiene fuori per 14 partite, durante le quali Sindelar impara a sopperire la mancanza fisica con l'intelligenza tattica: nel 1931, Meisl si trova in un bar assieme a diversi giornalisti di calcio e addetti ai lavori, che ne chiedono a gran voce il ritorno in Nazionale, il CT cambia idea e decide di farlo giocare nuovamente.
Il primo incontro per Sindelar è quello contro la Scozia, all'epoca una delle nazionali più rispettate del continente: finisce 5-0 e da questa sfida la corazzata del Wunderteam, completa sotto ogni punto di vista, acquisisce un altro elemento essenziale, l'imprevedibilità di un fantasista. La vittoria fa seguito a una serie di successi clamorosi, 12 in 16 sfide, tra i quali un 6-0 e un 5-0 alla Germania, un 2-1 all'Italia e un 8-2 all'Ungheria: quella con la nazionale magiara è ritenuta tra le migliori partite giocate da Sindelar in carriera. Memorabile rimase anche l'incontro disputato contro l'Inghilterra nello stadio londinese di Stamford Bridge il 7 dicembre 1932: Sindelar fu autore di una prestazione eccezionale impreziosita da un gol realizzato partendo da metà campo dopo aver dribblato da solo l'intera difesa avversaria. L'Austria uscì alla fine sconfitta per 4-3, pur dimostrandosi superiore, secondo le cronache dell'epoca e meritando ampiamente la vittoria anche secondo la stampa britannica.
Nel 1934 Sindelar partecipò con la sua Nazionale ai campionati mondiali di calcio disputati in Italia nei quali l'Austria si classificherà quarta: Sindelar è protagonista della sfida con l'Ungheria vinta in rimonta 2-1 (un assist e dà il via all'azione del gol finale), prima di essere sconfitta in semifinale per 1-0 proprio dalla nazione ospitante: questa partita suscitò all'epoca numerose polemiche da parte austriaca per l'arbitraggio dello svedese Eklind, il quale convalidò la rete decisiva realizzata da Guaita, dopo una carica sul portiere austriaco, e lasciò impunito il giocatore italiano Monti, autore di numerosi falli «scientifici» proprio su Sindelar, il quale fu costretto a giocare acciaccato per quasi tutta la partita.

#### La «Partita della riunificazione»
L'ultima partita disputata in Nazionale da Sindelar, seppure non riconosciuta come partita ufficiale tra le due Nazionali poiché l'Ostmark non era considerato «paese straniero», è in occasione della celeberrima «Partita della riunificazione» (Anschlussspiel), ormai entrata nel mito, organizzata allo stadio Prater di Vienna il 3 aprile del 1938 tra Austria (denominata ormai Ostmark) e la Germania. Tale incontro doveva sancire l'unione tra i due Paesi in seguito all'Anschluss del mese precedente, con la conseguente dissoluzione della squadra nazionale austriaca e il passaggio dei suoi giocatori migliori nelle file della Nazionale del Terzo Reich: la federazione tedesca sperava così di poter competere per la vittoria finale agli imminenti campionati mondiali di Francia cui l'Austria, pur qualificata, non avrebbe potuto partecipare.
I vertici della Gestapo consentono alla nazionale austriaca di poter usare il nome «Austria» per un'ultima volta e di poter scendere in campo con maglia rossa e calzoncini bianchi, i colori della bandiera nazionale, entrambe su richiesta di Sindelar, imponendo però che la partita finisca in pareggio. Nonostante quest'ordine, quel giorno, Sindelar, capitano di giornata, gioca una delle sue migliori partite della carriera, continua a farsi beffe degli avversari tedeschi per tutto l'incontro, spesso sbagliando appositamente nei pressi della porta, prima di segnare la rete dell'1-0 al 70', andando a esultare sotto la tribuna centrale ove i gerarchi nazisti assistevano all'incontro. Il suo compagno di squadra, nonché amico, Karl Sesta segnò nel finale il raddoppio per la definitiva vittoria per 2-0 degli austriaci sui tedeschi.
Alla fine della partita, i calciatori, secondo il curatissimo protocollo degli organizzatori, furono chiamati a salutare nuovamente le autorità tedesche presenti in tribuna. Tutti i calciatori, compresi gli austriaci più giovani e meno coinvolti, fecero il saluto nazista: solamente Sindelar e Sesta, tra l'altro gli autori dei gol, si rifiutarono.
Con l'annessione dell'Austria alla Germania, Sindelar, come tutti i migliori calciatori della Nazionale austriaca, è chiamato dal selezionatore dei tedeschi Sepp Herberger a giocare per la Germania nazista: egli rifiuta motivando la scelta con l'infortunio al ginocchio patito a inizio carriera.
Sindelar disputò in totale 43 incontri con la Nazionale austriaca con un bilancio di 25 vittorie, 11 pareggi e 7 sconfitte realizzando 26 reti.

## La morte

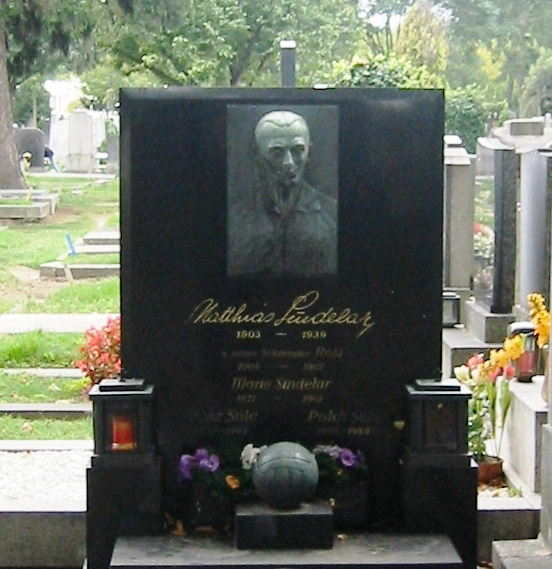
La tomba di Matthias Sindelar al cimitero centrale di Vienna

Nel mattino del 23 gennaio 1939 è trovato morto nel suo appartamento di fianco alla sua fidanzata italiana, l'insegnante milanese di religione ebraica Camilla Castagnola (che aveva conosciuto qualche anno prima in un ospedale di Milano in seguito a un infortunio occorsogli durante i Mondiali del 1934) che resta viva per qualche ora prima di morire: il decesso di entrambi è inizialmente attribuito a una «fuga di gas», ma viste le cause sospette della morte, si autorizza l'autopsia. L'autopsia attribuisce la morte all'avvelenamento da monossido di carbonio.
Nonostante la morte sia un comprovato incidente, dovuto a una stufa difettosa, nel corso degli anni si sono create e alimentate molte leggende metropolitane: tra le più ricercate, il fatto che non ci fosse odore di gas nella casa in cui furono rinvenuti i corpi – tuttavia il monossido di carbonio è inodore – quella «poetica» del suicidio, perché Sindelar non aveva accettato l'annessione del suo Paese e infine l'ipotesi che fosse stato assassinato dai nazisti per le tesi più disparate, quando in realtà era tollerato dal Partito, che gli permetteva di circolare liberamente nella città, e di acquisire un bar a Vienna in un periodo in cui non era concesso a tutti, anche se il suo bar era sorvegliato dai nazisti, probabilmente per l'alta presenza di clienti ebrei.
Restano tuttavia molti dubbi sulla sua scomparsa, sui documenti della morte (a seconda delle fonti distrutti, introvabili o ancora presenti, disponibili e consultabili nell'archivio della Polizia austriaca; secondo l'Archivio Nazionale Austriaco andati persi durante la guerra) e soprattutto sulla rapidità con la quale il calciatore e la sua compagna furono seppelliti senza ulteriori indagini.
Nel 2000 la BBC produce un documentario su Sindelar e intervista uno dei suoi amici, che afferma come la Gestapo abbia avuto una parte nella morte del calciatore: secondo l'intervistato, un funzionario venne corrotto al fine di sostenere la tesi del suicidio, sfruttando le leggi naziste al fine di evitare il funerale di Stato al calciatore. Nonostante ciò, il Partito Nazista organizza un funerale di Stato, descrivendo il calciatore come «uno dei soldati più famosi dello sport calcistico viennese», cercando dunque, ma senza successo, di farlo passare come un nazista: si presentarono 15.000 persone, anche se altre fonti sostengono fossero 40.000 persone. Gli è stata assegnata una tomba d'onore per il suo contributo alla città di Vienna.

## Statistiche
Tra club e nazionale maggiore, Sindelar ha giocato 428 partite segnando 254 reti, alla media di 0,59 gol a partita.

### Presenze e reti nei club
| Stagione              | Squadra               | Campionato            | Campionato | Campionato | Coppa nazionale | Coppa nazionale | Coppa nazionale | Coppe continentali | Coppe continentali | Coppe continentali | Altre coppe | Altre coppe | Altre coppe | Totale | Totale |
| Stagione              | Squadra               | Comp                  | Pres       | Reti       | Comp            | Pres            | Reti            | Comp               | Pres               | Reti               | Comp        | Pres        | Reti        | Pres   | Reti   |
| --------------------- | --------------------- | --------------------- | ---------- | ---------- | --------------- | --------------- | --------------- | ------------------ | ------------------ | ------------------ | ----------- | ----------- | ----------- | ------ | ------ |
| 1921-1922             | Hertha Vienna         | I                     | 8          | 0          | W               | 0               | 0               | -                  | -                  | -                  | -           | -           | -           | 8      | 0      |
| 1922-1923             | Hertha Vienna         | I                     | 17         | 3          | W               | 1               | 0               | -                  | -                  | -                  | -           | -           | -           | 18     | 3      |
| 1923-1924             | Hertha Vienna         | I                     | 8          | 0          | W               | 1               | 0               | -                  | -                  | -                  | -           | -           | -           | 8      | 0      |
| Totale Hertha Vienna  | Totale Hertha Vienna  | Totale Hertha Vienna  | 33         | 3          |                 | 2               | 0               |                    | -                  | -                  |             |             |             | 35     | 3      |
| 1924-1925             | Wiener Amateur        | I                     | 17         | 4          | W               | 0               | 0               | -                  | -                  | -                  | -           | -           | -           | 17     | 4      |
| 1925-1926             | Wiener Amateur        | I                     | 7          | 2          | W               | 5               | 4               | -                  | -                  | -                  | -           | -           | -           | 12     | 6      |
| 1926-1927             | Austria Vienna        | I                     | 23         | 18         | W               | 5               | 3               | -                  | -                  | -                  | -           | -           | -           | 28     | 21     |
| 1927-1928             | Austria Vienna        | I                     | 19         | 8          | W               | 2               | 1               | -                  | -                  | -                  | -           | -           | -           | 21     | 9      |
| 1928-1929             | Austria Vienna        | I                     | 21         | 7          | W               | 3               | 1               | -                  | -                  | -                  | -           | -           | -           | 24     | 8      |
| 1929-1930             | Austria Vienna        | I                     | 18         | 15         | W               | 6               | 1               | -                  | -                  | -                  | -           | -           | -           | 24     | 16     |
| 1930-1931             | Austria Vienna        | I                     | 17         | 14         | W               | 9               | 8               | -                  | -                  | -                  | -           | -           | -           | 26     | 22     |
| 1931-1932             | Austria Vienna        | I                     | 22         | 15         | W               | 1               | 0               | -                  | -                  | -                  | -           | -           | -           | 23     | 15     |
| 1932-1933             | Austria Vienna        | I                     | 21         | 11         | W               | 5               | 6               | -                  | -                  | -                  | -           | -           | -           | 26     | 17     |
| 1933-1934             | Austria Vienna        | I                     | 21         | 22         | W               | 3               | 4               | CEC                | 6                  | 5                  | -           | -           | -           | 30     | 31     |
| 1934-1935             | Austria Vienna        | I                     | 15         | 9          | W               | 4               | 7               | CEC                | 2                  | 1                  | -           | -           | -           | 21     | 17     |
| 1935-1936             | Austria Vienna        | I                     | 17         | 8          | W               | 5               | 6               | CEC                | 7                  | 8                  | -           | -           | -           | 29     | 22     |
| 1936-1937             | Austria Vienna        | N                     | 21         | 13         | W               | 4               | 5               | CEC                | 10                 | 4                  | -           | -           | -           | 35     | 22     |
| 1937-1938             | Austria Vienna        | N                     | 15         | 9          | W               | 1               | 0               | CEC                | 6                  | 6                  | -           | -           | -           | 22     | 15     |
| 1938-1939             | Austria Vienna        | G                     | 11         | 0          | T               | 1               | 0               | -                  | -                  | -                  | -           | -           | -           | 12     | 0      |
| Totale Austria Vienna | Totale Austria Vienna | Totale Austria Vienna | 265        | 155        |                 | 54              | 46              |                    | 31                 | 24                 |             | -           | -           | 350    | 225    |
| Totale carriera       | Totale carriera       | Totale carriera       | 298        | 158        |                 | 56              | 46              |                    | 31                 | 24                 |             | -           | -           | 385    | 228    |

### Cronologia presenze e reti in nazionale
| Cronologia completa delle presenze e delle reti in nazionale ― Austria | Cronologia completa delle presenze e delle reti in nazionale ― Austria | Cronologia completa delle presenze e delle reti in nazionale ― Austria | Cronologia completa delle presenze e delle reti in nazionale ― Austria | Cronologia completa delle presenze e delle reti in nazionale ― Austria | Cronologia completa delle presenze e delle reti in nazionale ― Austria | Cronologia completa delle presenze e delle reti in nazionale ― Austria | Cronologia completa delle presenze e delle reti in nazionale ― Austria |
| Data                                                                   | Città                                                                  | In casa                                                                | Risultato                                                              | Ospiti                                                                 | Competizione                                                           | Reti                                                                   | Note                                                                   |
| ---------------------------------------------------------------------- | ---------------------------------------------------------------------- | ---------------------------------------------------------------------- | ---------------------------------------------------------------------- | ---------------------------------------------------------------------- | ---------------------------------------------------------------------- | ---------------------------------------------------------------------- | ---------------------------------------------------------------------- |
| 28-9-1926                                                              | Praga                                                                  | Cecoslovacchia                                                         | 1 – 2                                                                  | Austria                                                                | Amichevole                                                             | 1                                                                      |                                                                        |
| 10-10-1926                                                             | Vienna                                                                 | Austria                                                                | 7 – 1                                                                  | Svizzera                                                               | Amichevole                                                             | 2                                                                      |                                                                        |
| 7-11-1926                                                              | Vienna                                                                 | Austria                                                                | 3 – 1                                                                  | Svezia                                                                 | Amichevole                                                             | 1                                                                      |                                                                        |
| 20-3-1927                                                              | Vienna                                                                 | Austria                                                                | 1 – 2                                                                  | Cecoslovacchia                                                         | Amichevole                                                             | -                                                                      |                                                                        |
| 10-4-1927                                                              | Vienna                                                                 | Austria                                                                | 6 – 0                                                                  | Ungheria                                                               | Amichevole                                                             | -                                                                      | 42’                                                                    |
| 6-5-1928                                                               | Vienna                                                                 | Austria                                                                | 3 – 0                                                                  | Jugoslavia                                                             | Amichevole                                                             | -                                                                      | [ 79 ]                                                                 |
| 28-10-1928                                                             | Vienna                                                                 | Austria                                                                | 2 – 0                                                                  | Svizzera                                                               | Coppa Internazionale 1927-1930                                         | -                                                                      |                                                                        |
| 23-3-1930                                                              | Praga                                                                  | Cecoslovacchia                                                         | 2 – 2                                                                  | Austria                                                                | Amichevole                                                             | -                                                                      |                                                                        |
| 16-5-1931                                                              | Vienna                                                                 | Austria                                                                | 5 – 0                                                                  | Scozia                                                                 | Amichevole                                                             | 1                                                                      |                                                                        |
| 24-5-1931                                                              | Berlino                                                                | Germania                                                               | 0 – 6                                                                  | Austria                                                                | Amichevole                                                             | -                                                                      |                                                                        |
| 13-9-1931                                                              | Vienna                                                                 | Austria                                                                | 5 – 0                                                                  | Germania                                                               | Amichevole                                                             | 3                                                                      |                                                                        |
| 4-10-1931                                                              | Budapest                                                               | Ungheria                                                               | 2 – 2                                                                  | Austria                                                                | Coppa Internazionale 1931-1932                                         | -                                                                      |                                                                        |
| 29-11-1931                                                             | Basilea                                                                | Svizzera                                                               | 1 – 8                                                                  | Austria                                                                | Coppa Internazionale 1931-1932                                         | 1                                                                      |                                                                        |
| 20-3-1932                                                              | Vienna                                                                 | Austria                                                                | 2 – 1                                                                  | Italia                                                                 | Coppa Internazionale 1931-1932                                         | 2                                                                      |                                                                        |
| 24-4-1932                                                              | Vienna                                                                 | Austria                                                                | 8 – 2                                                                  | Ungheria                                                               | Amichevole                                                             | 3                                                                      |                                                                        |
| 22-5-1932                                                              | Praga                                                                  | Cecoslovacchia                                                         | 1 – 1                                                                  | Austria                                                                | Coppa Internazionale 1931-1932                                         | 1                                                                      |                                                                        |
| 17-7-1932                                                              | Stoccolma                                                              | Svezia                                                                 | 3 – 4                                                                  | Austria                                                                | Amichevole                                                             | 1                                                                      |                                                                        |
| 2-10-1932                                                              | Budapest                                                               | Ungheria                                                               | 2 – 3                                                                  | Austria                                                                | Amichevole                                                             | -                                                                      |                                                                        |
| 23-10-1932                                                             | Vienna                                                                 | Austria                                                                | 3 – 1                                                                  | Svizzera                                                               | Coppa Internazionale 1931-1932                                         | -                                                                      |                                                                        |
| 7-12-1932                                                              | Londra                                                                 | Inghilterra                                                            | 4 – 3                                                                  | Austria                                                                | Amichevole                                                             | 1                                                                      |                                                                        |
| 12-2-1933                                                              | Parigi                                                                 | Francia                                                                | 0 – 4                                                                  | Austria                                                                | Amichevole                                                             | 1                                                                      |                                                                        |
| 9-4-1933                                                               | Vienna                                                                 | Austria                                                                | 1 – 2                                                                  | Cecoslovacchia                                                         | Amichevole                                                             | -                                                                      |                                                                        |
| 30-4-1933                                                              | Budapest                                                               | Ungheria                                                               | 1 – 1                                                                  | Austria                                                                | Amichevole                                                             | -                                                                      |                                                                        |
| 11-6-1933                                                              | Vienna                                                                 | Austria                                                                | 4 – 1                                                                  | Belgio                                                                 | Amichevole                                                             | 1                                                                      |                                                                        |
| 17-9-1933                                                              | Praga                                                                  | Cecoslovacchia                                                         | 3 – 3                                                                  | Austria                                                                | Amichevole                                                             | 2                                                                      | cap.                                                                   |
| 1-10-1933                                                              | Vienna                                                                 | Austria                                                                | 2 – 2                                                                  | Ungheria                                                               | Amichevole                                                             | -                                                                      | cap.                                                                   |
| 29-11-1933                                                             | Glasgow                                                                | Scozia                                                                 | 2 – 2                                                                  | Austria                                                                | Amichevole                                                             | -                                                                      |                                                                        |
| 10-12-1933                                                             | Amsterdam                                                              | Paesi Bassi                                                            | 0 – 1                                                                  | Austria                                                                | Amichevole                                                             | -                                                                      |                                                                        |
| 15-4-1934                                                              | Vienna                                                                 | Austria                                                                | 5 – 2                                                                  | Ungheria                                                               | Amichevole                                                             | -                                                                      |                                                                        |
| 25-4-1934                                                              | Vienna                                                                 | Austria                                                                | 6 – 1                                                                  | Bulgaria                                                               | Qual. Mondiali 1934                                                    | 1                                                                      |                                                                        |
| 27-5-1934                                                              | Torino                                                                 | Austria                                                                | 3 – 2                                                                  | Francia                                                                | Mondiali 1934 - Ottavi di finale                                       | 1                                                                      |                                                                        |
| 31-5-1934                                                              | Bologna                                                                | Austria                                                                | 2 – 1                                                                  | Ungheria                                                               | Mondiali 1934 - Quarti di finale                                       | -                                                                      |                                                                        |
| 3-6-1934                                                               | Milano                                                                 | Italia                                                                 | 1 – 0                                                                  | Austria                                                                | Mondiali 1934 - Semifinale                                             | -                                                                      |                                                                        |
| 23-9-1934                                                              | Vienna                                                                 | Austria                                                                | 2 – 2                                                                  | Cecoslovacchia                                                         | Coppa Internazionale 1933-1935                                         | -                                                                      |                                                                        |
| 7-10-1934                                                              | Budapest                                                               | Ungheria                                                               | 3 – 1                                                                  | Austria                                                                | Coppa Internazionale 1933-1935                                         | -                                                                      |                                                                        |
| 24-3-1935                                                              | Vienna                                                                 | Austria                                                                | 0 – 2                                                                  | Italia                                                                 | Coppa Internazionale 1933-1935                                         | -                                                                      |                                                                        |
| 6-5-1936                                                               | Vienna                                                                 | Austria                                                                | 2 – 1                                                                  | Inghilterra                                                            | Amichevole                                                             | -                                                                      |                                                                        |
| 17-5-1936                                                              | Roma                                                                   | Italia                                                                 | 2 – 2                                                                  | Austria                                                                | Amichevole                                                             | -                                                                      |                                                                        |
| 27-9-1936                                                              | Budapest                                                               | Ungheria                                                               | 5 – 3                                                                  | Austria                                                                | Coppa Internazionale 1936-1938                                         | 2                                                                      |                                                                        |
| 21-3-1937                                                              | Vienna                                                                 | Austria                                                                | 2 – 0                                                                  | Italia                                                                 | Amichevole                                                             | -                                                                      | [ 80 ]                                                                 |
| 9-5-1937                                                               | Vienna                                                                 | Austria                                                                | 1 – 1                                                                  | Scozia                                                                 | Amichevole                                                             | -                                                                      |                                                                        |
| 23-5-1937                                                              | Budapest                                                               | Ungheria                                                               | 2 – 2                                                                  | Austria                                                                | Amichevole                                                             | -                                                                      |                                                                        |
| 19-9-1937                                                              | Vienna                                                                 | Austria                                                                | 4 – 3                                                                  | Svizzera                                                               | Coppa Internazionale 1936-1938                                         | 1                                                                      |                                                                        |
| Totale                                                                 |                                                                        | Presenze                                                               | 43                                                                     |                                                                        | Reti (8º posto)                                                        | 26                                                                     |                                                                        |

L'incontro disputato dall'Austria (come "Ostmark") e dalla Germania (come "Altreich") dopo l'Anschluß non è considerato ufficiale da entrambe le Federazioni.
| Cronologia completa delle presenze e delle reti in nazionale (partite non ufficiali) ― Austria | Cronologia completa delle presenze e delle reti in nazionale (partite non ufficiali) ― Austria | Cronologia completa delle presenze e delle reti in nazionale (partite non ufficiali) ― Austria | Cronologia completa delle presenze e delle reti in nazionale (partite non ufficiali) ― Austria | Cronologia completa delle presenze e delle reti in nazionale (partite non ufficiali) ― Austria | Cronologia completa delle presenze e delle reti in nazionale (partite non ufficiali) ― Austria | Cronologia completa delle presenze e delle reti in nazionale (partite non ufficiali) ― Austria | Cronologia completa delle presenze e delle reti in nazionale (partite non ufficiali) ― Austria |
| Data                                                                                           | Città                                                                                          | In casa                                                                                        | Risultato                                                                                      | Ospiti                                                                                         | Competizione                                                                                   | Reti                                                                                           | Note                                                                                           |
| ---------------------------------------------------------------------------------------------- | ---------------------------------------------------------------------------------------------- | ---------------------------------------------------------------------------------------------- | ---------------------------------------------------------------------------------------------- | ---------------------------------------------------------------------------------------------- | ---------------------------------------------------------------------------------------------- | ---------------------------------------------------------------------------------------------- | ---------------------------------------------------------------------------------------------- |
| 3-4-1938                                                                                       | Vienna                                                                                         | Austria                                                                                        | 2 – 0                                                                                          | Germania                                                                                       |                                                                                                | 1                                                                                              |                                                                                                |
| Totale                                                                                         |                                                                                                | Presenze                                                                                       | 1                                                                                              |                                                                                                | Reti                                                                                           | 1                                                                                              |                                                                                                |

### Record

#### Con l'Austria Vienna
- Primatista di presenze in Coppa dell'Europa Centrale (31).[78]
- Primatista di reti in Coppa dell'Europa Centrale (24).[78]

## Palmarès

### Club

#### Competizioni nazionali
- Coppa d'Austria: 5

Austria Vienna: 1924-1925, 1925-1926, 1932-1933, 1934-1935, 1935-1936
- Campionato austriaco: 1

Austria Vienna: 1925-1926

#### Competizioni internazionali
- Coppa dell'Europa Centrale: 2

Austria Vienna: 1933, 1936

### Nazionale
- Coppa Internazionale: 1

1931-1932

### Individuale
- Capocannoniere della Coppa dell'Europa Centrale: 1

1933 (5 gol, a pari merito con Raimundo Orsi, František Kloz e Giuseppe Meazza)